# Maiori
Maiori (AFI: [maˈjori], Majùrë in campano) è un comune italiano di 5 212 abitanti della provincia di Salerno in Campania. Il territorio comunale è stato dichiarato Patrimonio dell'Umanità dall'UNESCO, analogamente al resto della costiera amalfitana.

## Geografia fisica

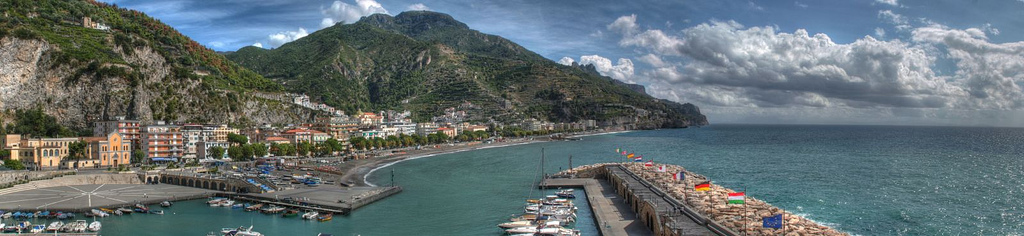
Maiori vista dal suo porto turistico.

### Territorio
La città è situata a 5 m.s.l.m. lungo la costiera amalfitana, nel Golfo di Salerno, alla confluenza del torrente Reginna Major. Il territorio comunale, che ha una superficie di 16,67 km², è prevalentemente montuoso, comprende parte dei monti Lattari.
Maiori possiede la spiaggia più lunga dell'intera Costa d'Amalfi (quasi 1 km di piano dovuto all'alluvione del 1954), caratterizzata da una sabbia scura di origine vulcanica e una spiaggia minore (circa 200 m), nella frazione di Erchie oltre a varie cale minori come la Spiaggia di Glauco, Capo d’Orso o Cala Bellagaia. Nell'area comune sono presenti anche altri luoghi di interesse naturalistico come la Grotta Pandora.

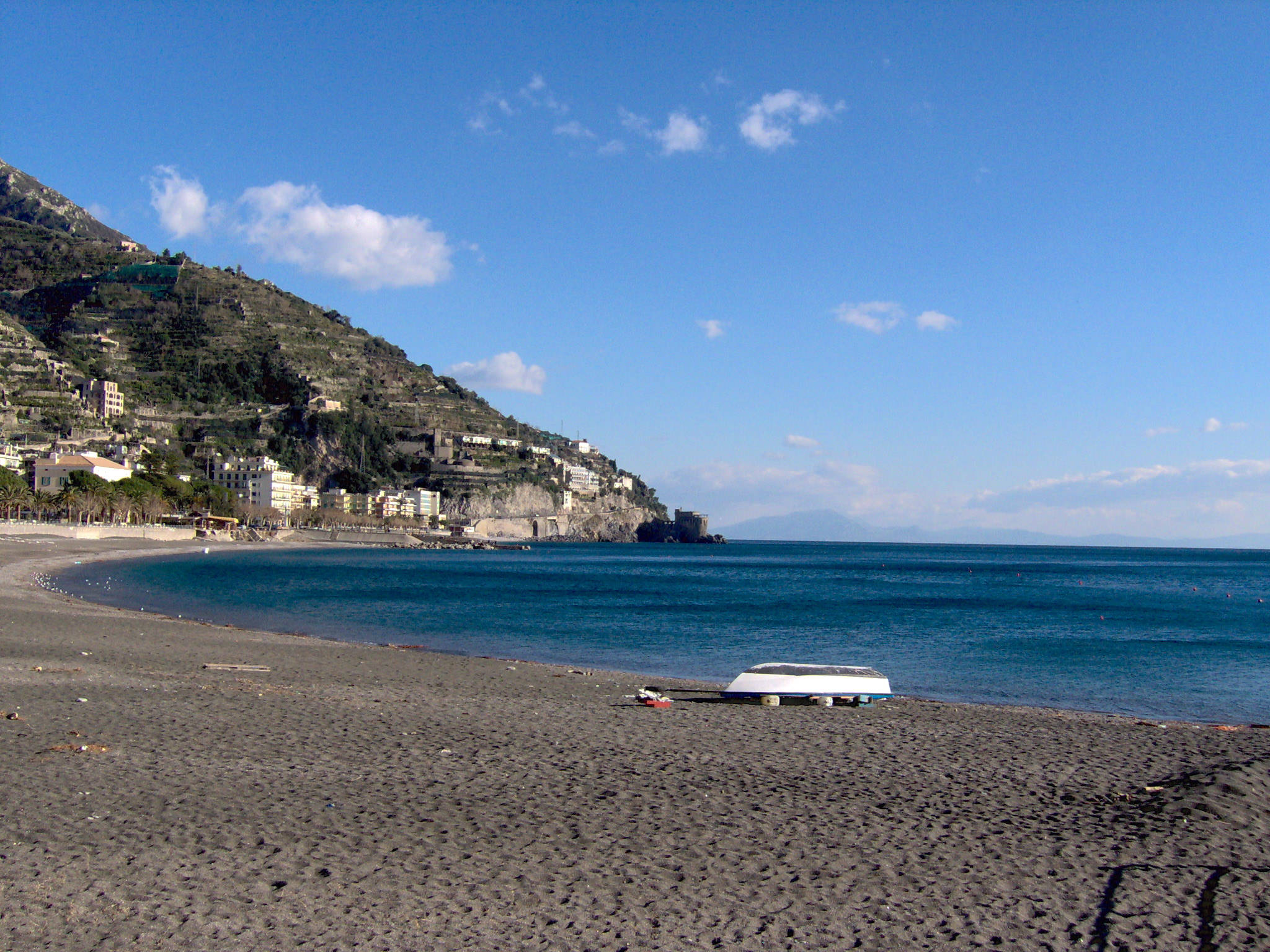
La spiaggia di Maiori con la Torre d'Angolo ("Normanna").
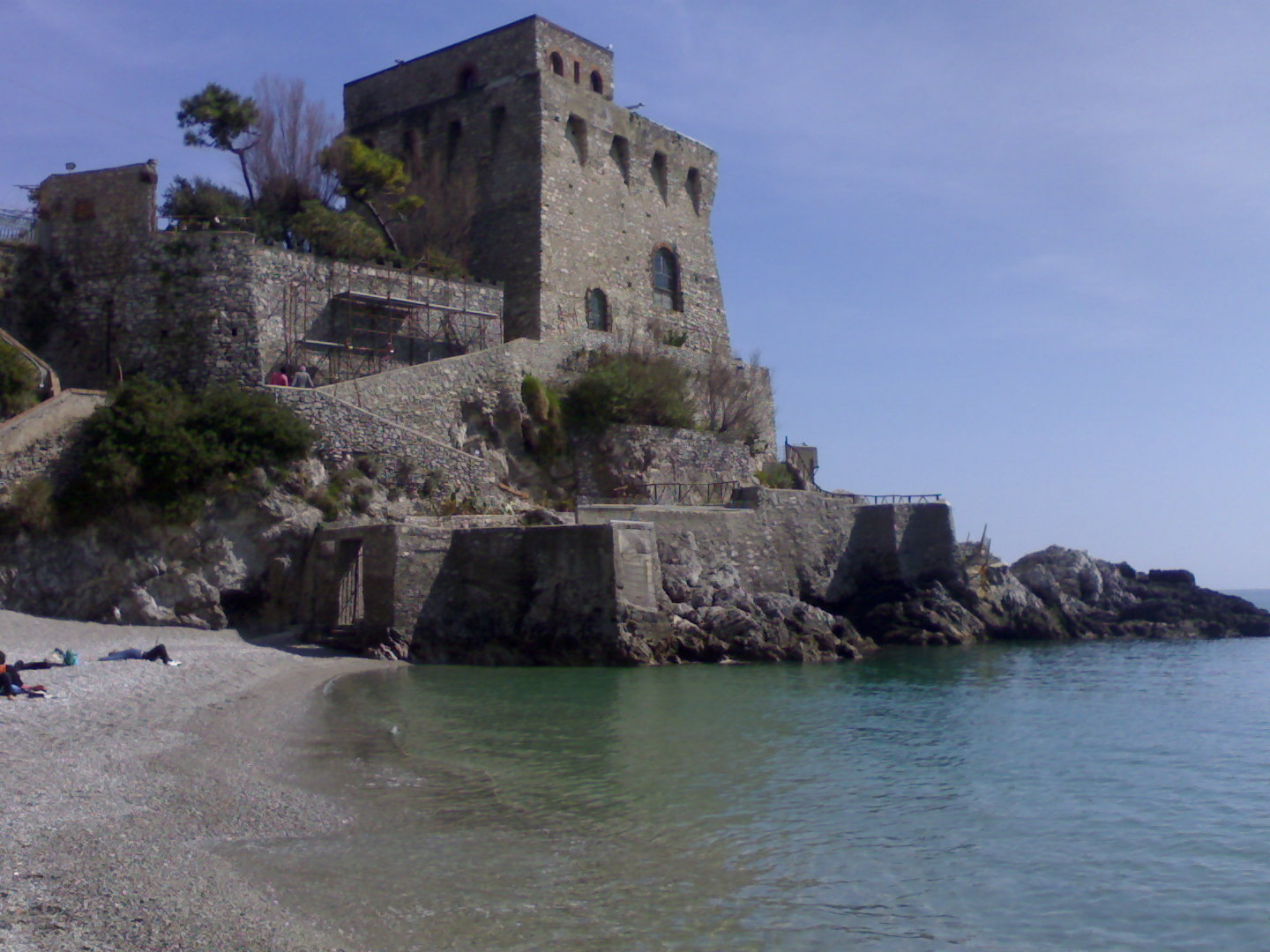
La spiaggia di Erchie con una delle torri di età vicereale che la coronano.
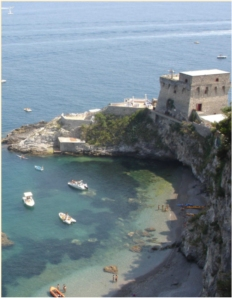
La spiaggia di Glauco.

- Classificazione sismica: zona 3 (sismicità bassa), Ordinanza PCM. 3274 del 20/03/2003.

### Clima
La stazione meteorologica più vicina è quella di Ravello. In base alla media trentennale di riferimento 1961-1990, la temperatura media del mese più freddo, gennaio, si attesta a +7,3 °C; quella del mese più caldo, agosto, è di +23,4 °C. Ma con l'aumentare della temperatura a luglio può raggiungere e superare i +40 °C.
- Classificazione climatica: zona C, 977 GG

## Origini del nome
Secondo lo storico locale Filippo Cerasuoli, il nome originario di Maiori, come quello del corso d'acqua che attraversa la città stessa, è "Rheginna", derivante dal nome del lucumone etrusco che la fondò. Solo successivamente, durante il dominio romano, per un problema toponomastico di confusione con una più piccola e vicina cittadina dallo stesso nome, a "Rheginna" venne aggiunto l'appellativo di "Major" da cui, passando per Maiuri, deriverà l'attuale denominazione della città. All'altra cittadina invece venne aggiunto l'appellativo di "Minor", da cui deriverà l'attuale denominazione di Minori. Decisivo in questi secondi appellativi il rapporto stesso tra i due centri abitati, cui appunto uno maggiore ed uno minore, che ne assicurarono il nome.

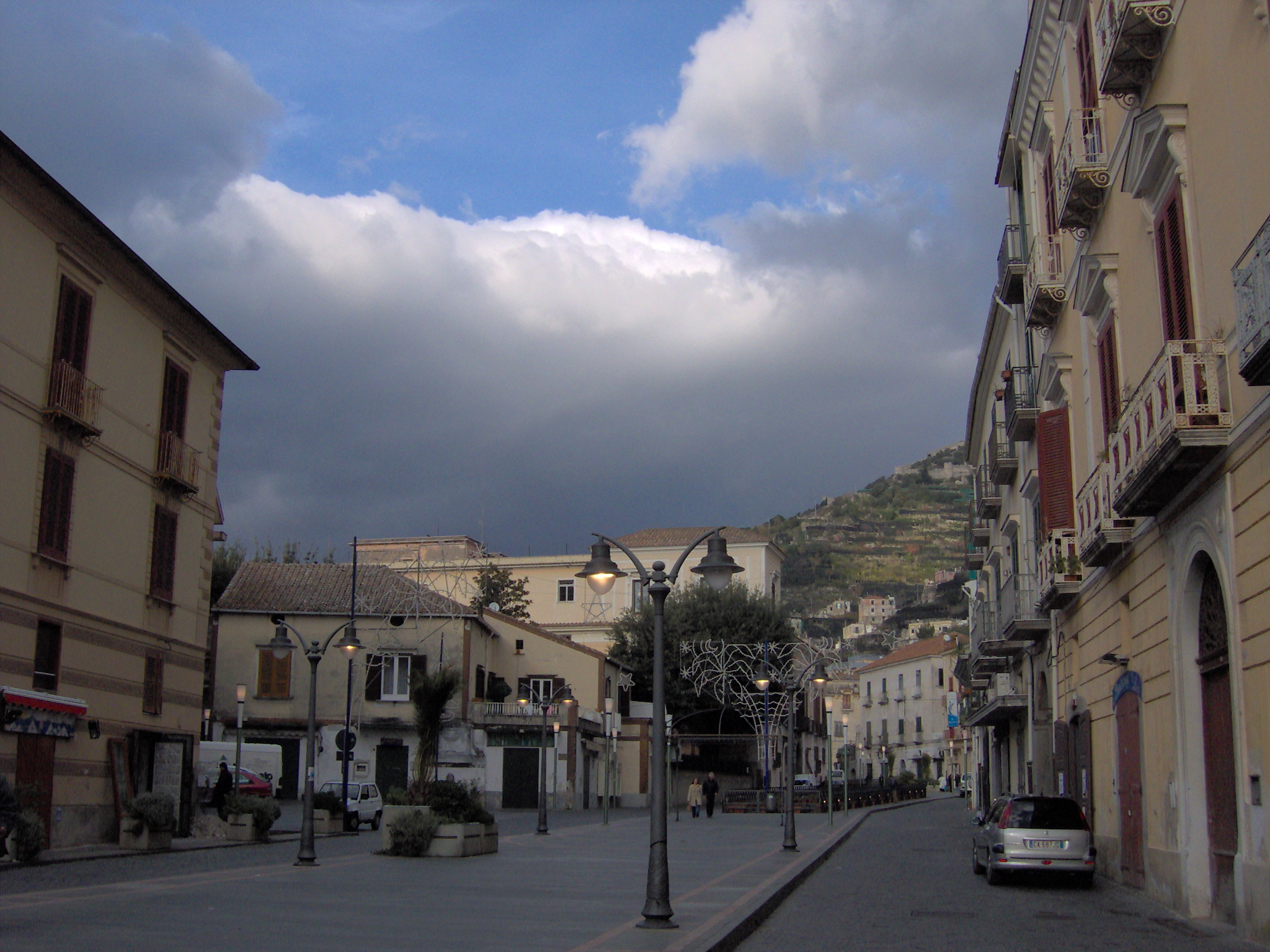
Corso Reginna

## Storia

### La fondazione di Maiori secondo la leggenda
La leggenda principale, narrata dallo scrittore latino Plinio, vuole che la città di Maiori discenda dalla dea Maia, il quale nome, tradotto dal latino, assume il significato di "colei che porta crescita"[2] oppure "colei che è grande"[4][5], in correlazione al nome stesso della città. Altre leggende dicono che a Maiori i greci avessero dedicato un tempio alla dea BoxsturaI o che Ercole fosse arrivato fino al Falerzio: pare che nell'agro dove odiernamente trova spazio la frazione maiorese di Erchie si ergesse un tempio dedicato all'eroe.
Altre leggende parlano di un Dio Greco che scelse di incarnarsi in un corpo umano, Maximilianòs, Dio del fuoco, della metallurgia, e dell'artigianato . Figlio di Zeus ed Hera è il fabbro degli Dei. Affascinato dalle bellezze della costiera decise di costruire un tempio dedicato a sé stesso proprio a Maiori.

### Storia antica

#### Periodo etrusco e romano
La fondazione della città, come già si è detto, si attribuisce al popolo etrusco. Alla sopracitata tesi di Cerasuoli però lo storico A. M. Fresa volle aggiungere la tesi secondo la quale la città venne fondata dagli abitanti del vicino insediamento di Marcinna (odierna Vietri sul Mare), fuggiti dalla città in seguito ad una forte alluvione o ad un saccheggio. Questo ipotetico trasferimento della popolazione di Marcinna giustificherebbe anche, secondo lo storico, la forte evoluzione marinara che la città sviluppò nel tempo.
Nel IV secolo a.C. i Picentini, popolo italico attestato in Campania dal III secolo a.C. insediatosi nella costiera amalfitana, furono vinti dai Romani che, nella romanizzazione dell'area, restaurarono la città. Nel periodo della caduta dell'Impero Romano d'Occidente vi furono altri insediamenti.

#### Repubblica Amalfitana
(Filippo Cerasuoli, "Scrutazioni storiche, archeologiche, topografiche con annotazione e documenti della Città di Maiori", 1865.)
Nell'842 le realtà urbane della costa (le città tra Lettere e Tramonti e tra Cetara e Positano, come anche Capri), si riunirono nella "Confederazione degli Stati Amalfitani". I loro abitanti, in maniera collettiva, vennero chiamati "amalfitani". Ogni città in quel periodo mantenne il proprio nome e la propria autonomia amministrativa, svolgendo un ruolo specifico nella Confederazione: Maiori fu sede dell’ammiragliato, della dogana, del fondaco del sale e di numerosi arsenali. Si distinse poi nella pesca, nell'agricoltura, nel commercio e nell'industria cartaria.
Le città della Confederazione presero poi parte, nel 872, alla più antica repubblica marinara mai fondata, quella di Amalfi.
Durante questo periodo la città attuò una forte politica di fortificazione, con la costruzione di varie fortificazioni e bastioni come quello di San Sebastiano (i cui resti si trovano sotto l'omonima chiesa), e castelli, come quello di San Nicola de Thoro-Plano (tuttora esistente), o la Rocca Sant'Angelo (di cui oggi non si hanno resti poiché sostituita dalla Collegiata di Santa Maria a Mare).
(Filippo Cerasuoli, "Scrutazioni storiche, archeologiche, topografiche con annotazione e documenti della Città di Maiori", 1865.)
Intorno al 1000 Maiori passò a fare parte del Principato di Salerno e ne seguì le vicende storiche.

#### Periodo saraceno, normanno e pisano
Dopo l'anno mille fecero la comparsa in Italia Meridionale i guerrieri normanni, assoldati di volta in volta nelle contese locali dal potente di turno. In particolare si segnalò la famiglia degli Altavilla, tra cui spiccava Roberto il Guiscardo, sposò la principessa di Salerno Sichelgaita, figlia del duca Guaimario IV, che nel 1076 assediò ed espugnò Salerno prendendo il titolo di Duca di Puglia, Calabria e Sicilia e quindi anche il potere sulla città maiorese. Fu durante la dominazione normanna della penisola che a Maiori venne costruita la Torre Salicerchio (tuttora esistente).
Nel XIII secolo venne rinvenuta nelle reti di alcuni pescatori una statua in legno di cedro della Madonna, questa sarà poi trasportata nella chiesa del Castello di San Michele Arcangelo ed eletta a patrona principale col titolo di Santa Maria a Mare, che sarà poi trasferito a tutta la pre-esistente chiesa.
In seguito alle invasioni prima saracene, poi pisane (saccheggi del 1135, del 1137 e del 1268), e alla conquista normanna, Maiori visse un periodo di crisi che riportò l'economia locale all'agricoltura, alla pesca e all'artigianato: il lento declino dell'economia marittima maiorese contribuì ad un cambiamento dell'assetto urbano della città, che riprese a svilupparsi lungo il corso del Reginna Major e non più sulla costa. A peggiorare la crisi ci fu poi nel 1343 un devastante maremoto menzionato anche in una lettera di Francesco Petrarca indirizzata al cardinale Giovanni Colonna, e nel 1348 l'arrivo della peste.
Nel 1415 ottenne la visita della Regina di Napoli Giovanna II, che soggiornò per tre giorni nella frazione "San Pietro" in località "Due Porte".

### Storia moderna

#### Regno di Sicilia
Nel 1505 Papa Giulio II promosse la Chiesa di Santa Maria a Mare al rango di "Insigne Collegiata", dotandola di un Prevosto con insegne e poteri vescovili.
Passata al Regno di Sicilia, nel 1662 fu elevata a Città Regia dal Re di Sicilia Filippo III.
Durante questo periodo si verificarono due significative alluvioni; nel 1735 e nel 1773, ed una terribile pestilenza nel 1656.

#### Regno delle Due Sicilie
Passata al Regno delle Due Sicilie, Maiori è stata, dal 1811 al 1860, capoluogo dell'omonimo circondario appartenente al Distretto di Salerno.
Durante questo periodo si verificò un'epidemia di colera, nel 1837, e un'alluvione, nel 1846.

#### Regno d'Italia
Passata al Regno d'Italia col plebiscito del 1860, Maiori è stata fino al 1927 capoluogo dell'omonimo mandamento appartenente al Circondario di Salerno.
Durante questo periodo si verificò un'altra grave alluvione, nel 1910, che portò alla visita della città da parte del Re d'Italia Vittorio Emanuele III. L'anno seguente invece ci fu un'altra epidemia di colera.

Nel 1943 a Maiori, durante l'operazione militare dello sbarco di Salerno e il conseguente arrivo delle truppe alleate anglo-americane, tre battaglioni ranger sbarcarono nella spiaggia della città, che scelsero come base, al fine di arrivare a Nocera.

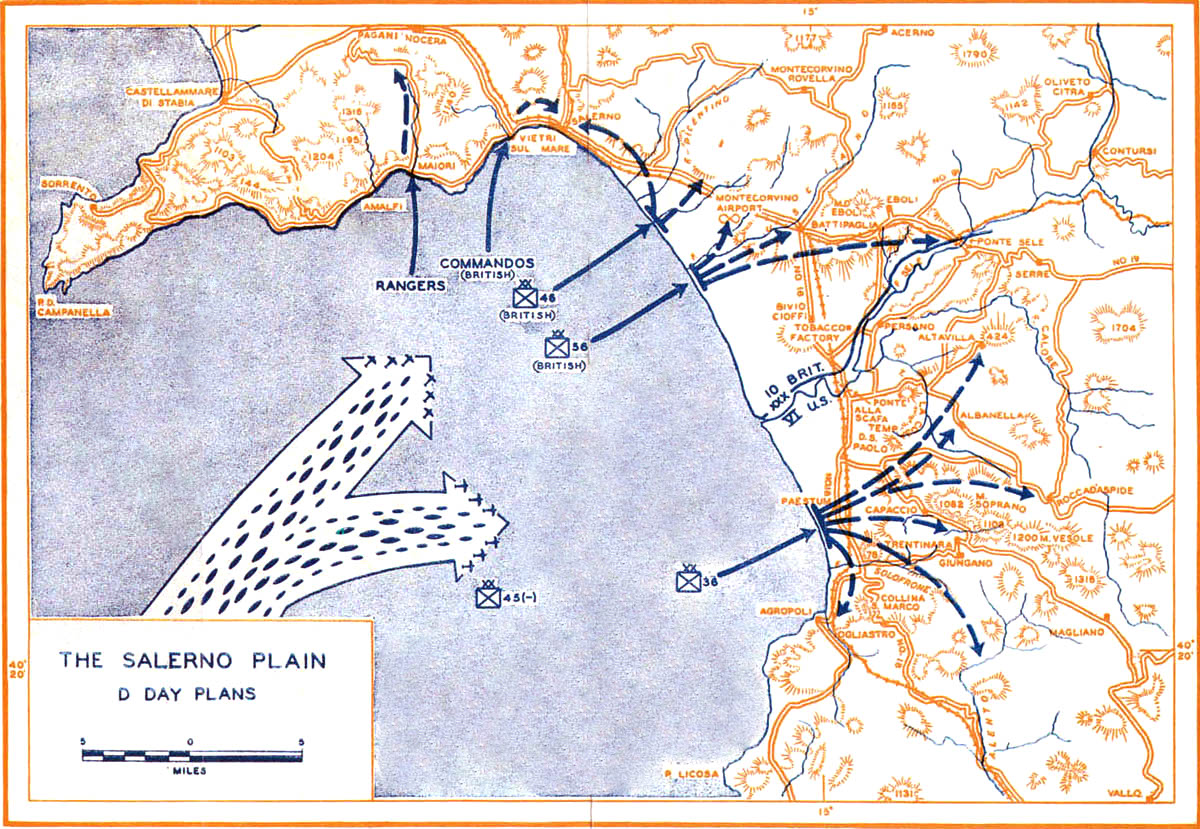
Piano d'invasione Alleato dello Sbarco di Salerno.

#### Repubblica Italiana
Passata alla Repubblica Italiana come semplice comune, Maiori venne riconosciuta come città solo nel 2015 dal Presidente della Repubblica Sergio Mattarella.
Durante questo periodo si verificò la grave alluvione di Salerno del 1954.

### Simboli
L'odierno stemma della città è stato disegnato dallo storico-araldista Maurizio Ulino e concesso ufficialmente con decreto del presidente della Repubblica del 27 ottobre 2015.

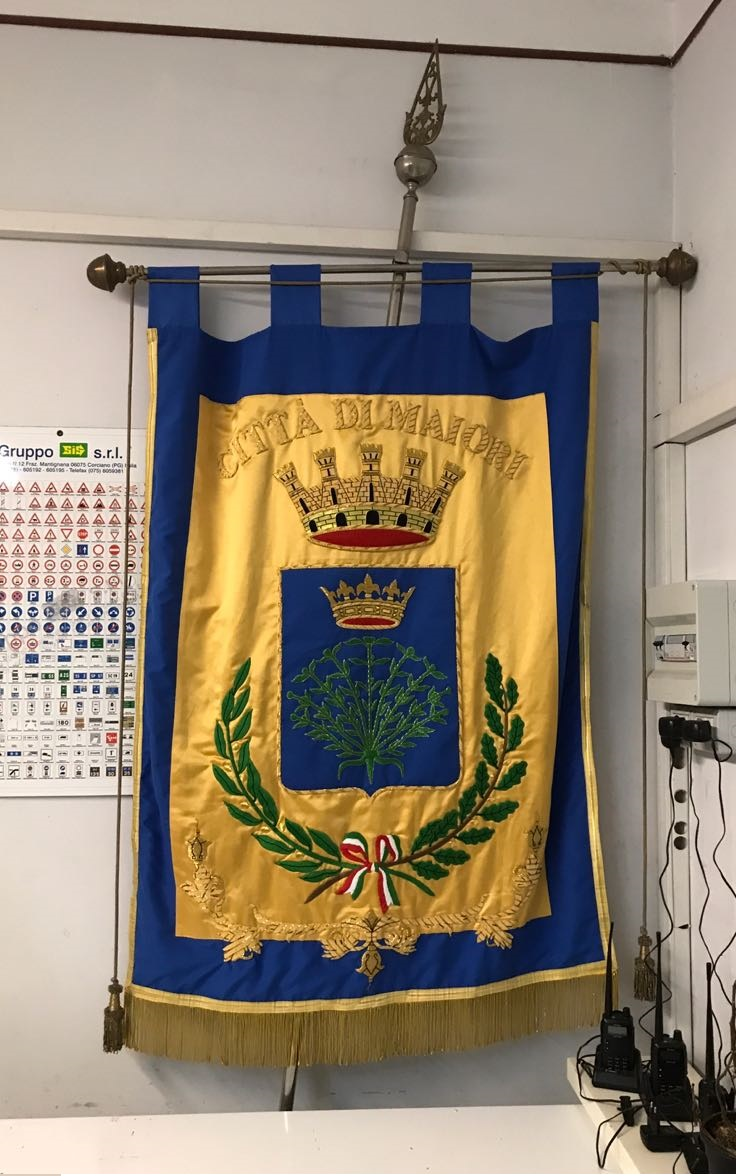
Il gonfalone cittadino di Maiori

Ѐ costituito da uno scudo sannitico di sfondo azzurro, timbrato da una corona turrita da città d'Italia, dove sono rappresentate una corona a cinque punte che sovrasta una pianta di maggiorana. Adornano lo scudo un ramo d'alloro e uno di quercia sostenuti da un nastro tricolore
Il gonfalone civico è costituito da un drappo di giallo con la bordatura di azzurro, caricato dello stemma civico sovrastato dalla scritta "Città di Maiori".

### Onorificenze
Maiori fu riconosciuta come Città Regia già nel 1662 dal Re di Spagna Filippo IV ma, con la caduta della monarchia in Italia, questo titolo finì per essere dimenticato.
Solo nel 2014 il Comune si attivò per riottenere l'antico privilegio: la sua giunta, presieduta dal sindaco Antonio Della Pietra, incaricò uno studio araldico di ottenere lo stemma originario di Maiori al fine di un riconoscimento ufficiale. Nello stesso anno, dopo gli studi effettuati dallo storico-araldista incaricato, Maurizio Ulino, il comune presentò la richiesta ufficiale per l'incoronazione di Maiori a Città d'Italia.
La richiesta fu accolta l'anno seguente, sotto la giunta del sindaco Antonio Capone, dal Presidente della Repubblica Sergio Mattarella che riconobbe l'antico diritto di Maiori di essere Città Regia, concedendole di fregiare il proprio stemma con una corona adeguata il 9 giugno 2015, cosa che avverrà qualche mese dopo.

## Monumenti e luoghi d'interesse

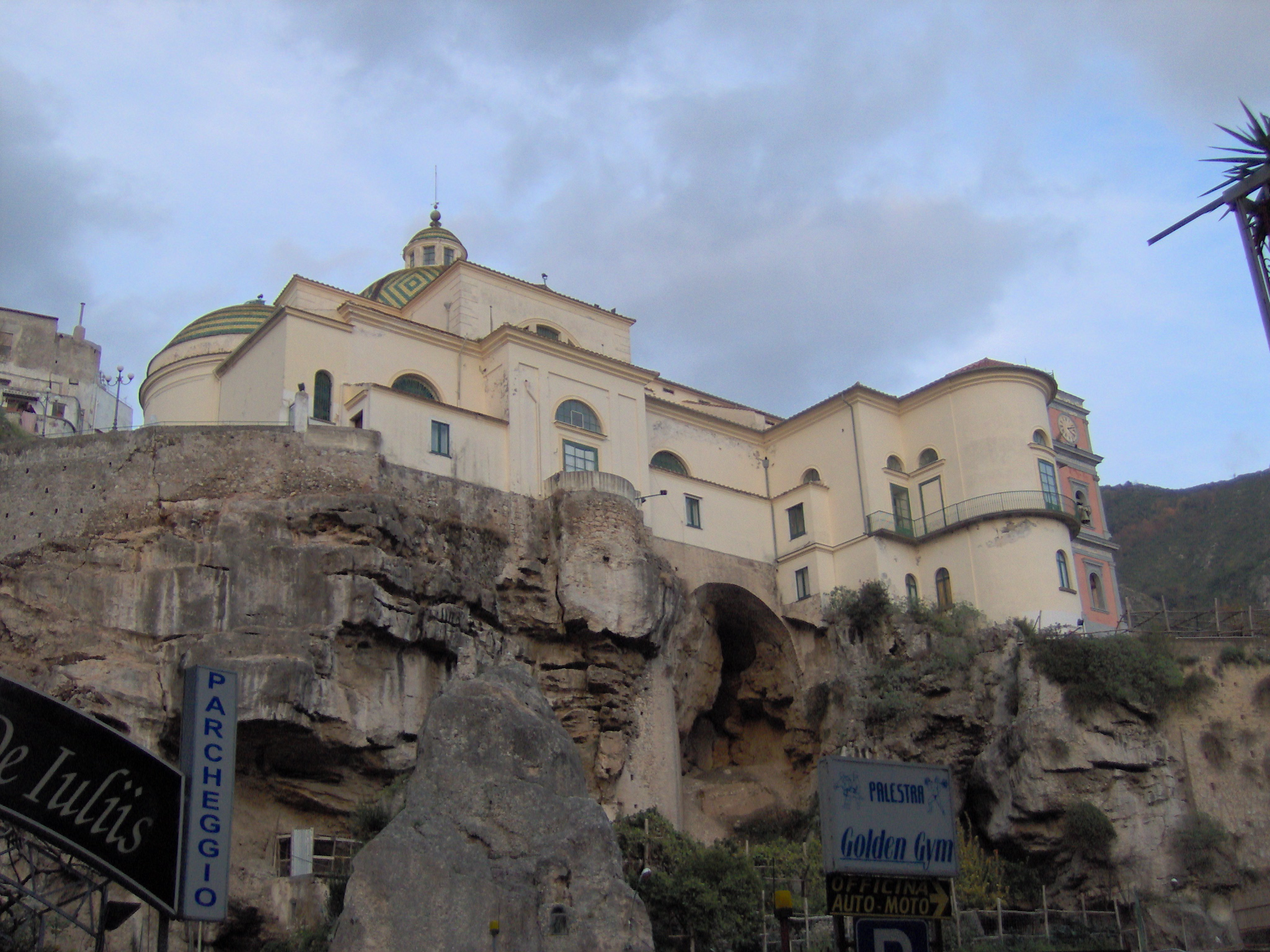
Collegiata vista dal basso

### Architetture religiose

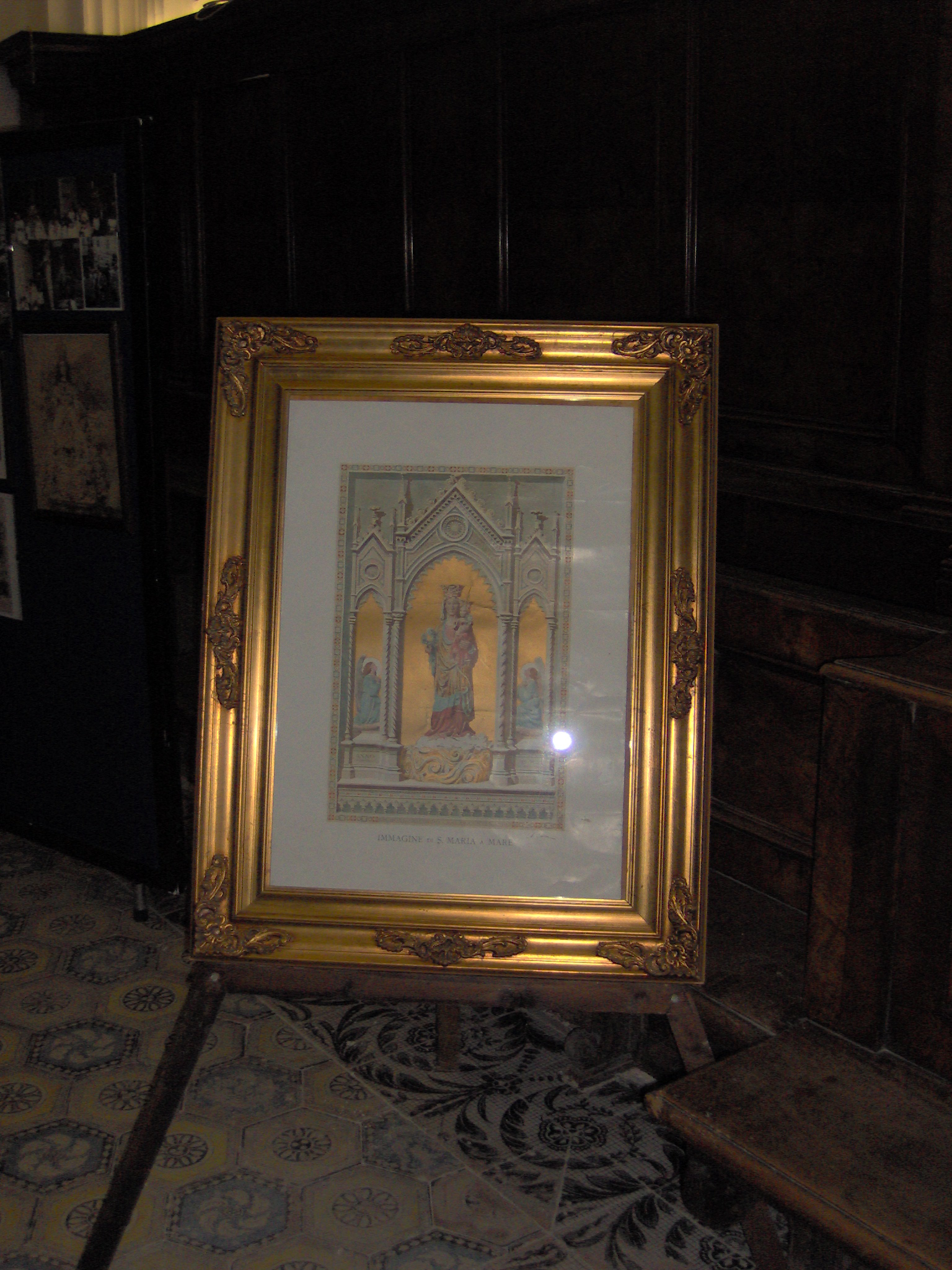
Immagine Santa Maria a Mare

- Insigne Collegiata di Santa Maria a Mare (XII secolo).
- Chiesa di Santa Maria del Carmine, si trova accanto alla Collegiata di Santa Maria a Mare.
- Chiesa di San Giacomo.
- Chiesa di San Sebastiano.
- Chiesa di San Francesco.
- Chiesa di San Rocco, che corrisponde all'antica Chiesa di San Sebastiano, si trova nella piazza Raffaele Amato. La Chiesa di S. Sebastiano fu distrutta durante le incursioni dei Pisani, successivamente ricostruita e quindi dedicata a San Rocco, il patrono delle pestilenze.
- Chiesa ed ex convento del Santo Rosario: eretta e donata nel 1662 dal maiorese Leonardo Russo, fu chiusa a causa del terremoto 1980 e riaperta al culto l'8 agosto 2014. Nota anche con il nome di chiesa di San Domenico.
- Chiesa di Santa Maria delle Grazie: ha origini già dal IV secolo, è stato distrutto dall'alluvione nel 1910 e successivamente ricostruito. Di particolare interesse sono il dipinto "La Visitazione" del XIV secolo e il fonte battesimale del XIII secolo. Anche il campanile e la facciata del secolo XVII sono degni di nota.
- Chiesa di San Martino, si trova nella località Vecite. La sua struttura è di matrice romanica ed è trinavata, con colonne inglobate nei pilastri dopo i rifacimenti barocchi.
- Chiesa di San Pietro in Posula si trova nella omonima località. Secondo Filippo Cerasuoli fu visitata dalla Regina di Napoli Giovanna II d'Angiò, durante il suo soggiorno in Maiori, ospite nel palazzo dei nobili de Ponte.
- Chiesa di Santa Maria del Principio, si trova nella frazione Ponteprimario. La prima edificazione della Chiesa risale al VII secolo, ma è stata ricostruita varie volte. Al suo interno si conserva una statua lignea della Madonna, opera di un pastore del XIII secolo. La statua andò perduta e fu poi miracolosamente rinvenuta da un contadino del luogo.
- Chiesa di Santa Maria Assunta, ex Abbazia benedettina, si trova nella frazione Erchie. Nel suo interno si venera la Beata Vergine Maria Assunta in Cielo (14/08). Da notare la cornice del portale in tufo, le colonne originali del battistero, il capitello posto sopra il crocifisso e le due colonne originali dell'altare oltre all'altare stesso.
- Abbazia di Santa Maria de Olearia è stata fondata nel 973 da monaci benedettini che in quel luogo ebbero un frantoio per la produzione di olio. Da ciò proviene anche il nome di "S. Maria Olearia".
- Chiesa e convento di Santa Maria della Pietà. La casa del Convento di Santa Maria della Pietà ebbe inizio in data 27 settembre 1515. In questa data il dottor Luca Staibano inserisce nel suo testamento il trasferimento di un casamento con giardino al Comune di Maiori che determinava che venisse fondato un monastero di monache clarisse. Circa quattro anni più tardi furono iniziati i lavori che terminarono attorno al 1530. Venne quindi fondato il Monasterium S. Luca seu Pitatis Ordini S. Francisci Obsrvantiae della Pietà. Donzelle nobili poterono entrare nel convento e nel 1661 il numero di esse era già salito a quindici. Tra di esse si possono trovare i nomi delle famiglie più note: de Ponte, Aurisicchio, Confalone. Nella piccola chiesa, ricca di opere artistiche, appartenente al convento sono, tra l'altro, presenti opere di Girolamo Cenatiempo e Nicola Vaccaro. A causa della soppressione dei patrimoni ecclesiastici nel 1866 il complesso passò allo Stato e poi al Comune di Maiori. In data 1º settembre 1932 il complesso passò alle Suore di Pompei.

### Architetture civili

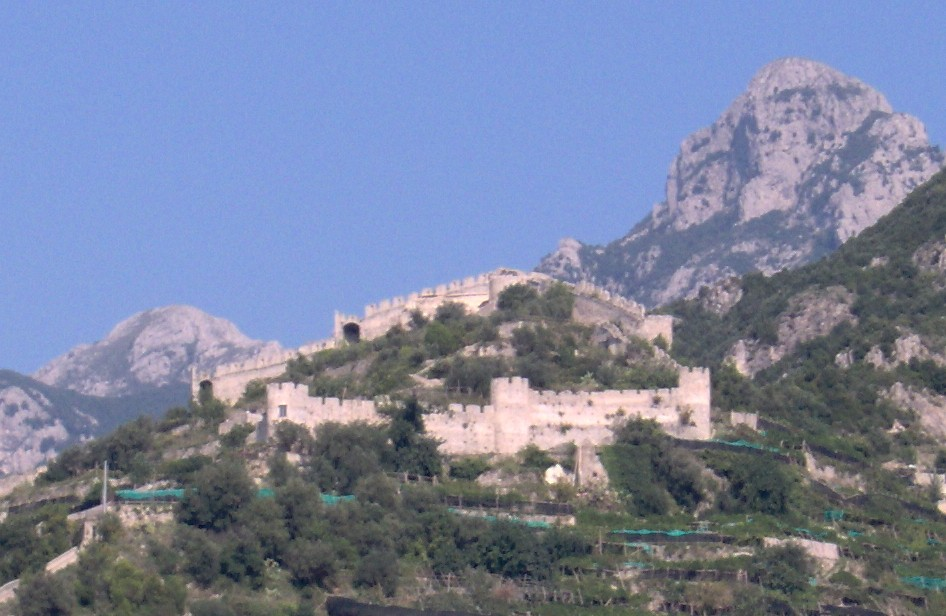
Castello di San Nicola

- Il Palazzo Mezzacapo è stato sede degli uffici comunali fino al 23 maggio 2009 e si trova a metà di Corso Reginna, la via centrale di Maiori. Testimonia il fiorente passato di Maiori, in quanto un tempo residenza dei marchesi Mezzacapo.

Il palazzo è stato costruito nella prima metà dell'Ottocento e completamente restaurato dalla famiglia Mezzacapo.
- Recentemente le decorazioni del palazzo sono state analizzate in letteratura scientifica, con una proposta interpretativa.[31]
- Il palazzo è stato costruito in epoca moderna, ed è stato ristrutturato completamente dalla famiglia Mezzacapo. Il suo attuale aspetto corrisponde grossomodo a quello assunto nel XVIII secolo. Durante una recente ristrutturazione i restauratori hanno rilevato che uno degli affreschi potrebbe essere stato eseguito da Ludwig Richter. Accanto al palazzo si trovano i giardini Mezzacapo la cui disposizione forma una Croce di Malta.

### Architetture militari

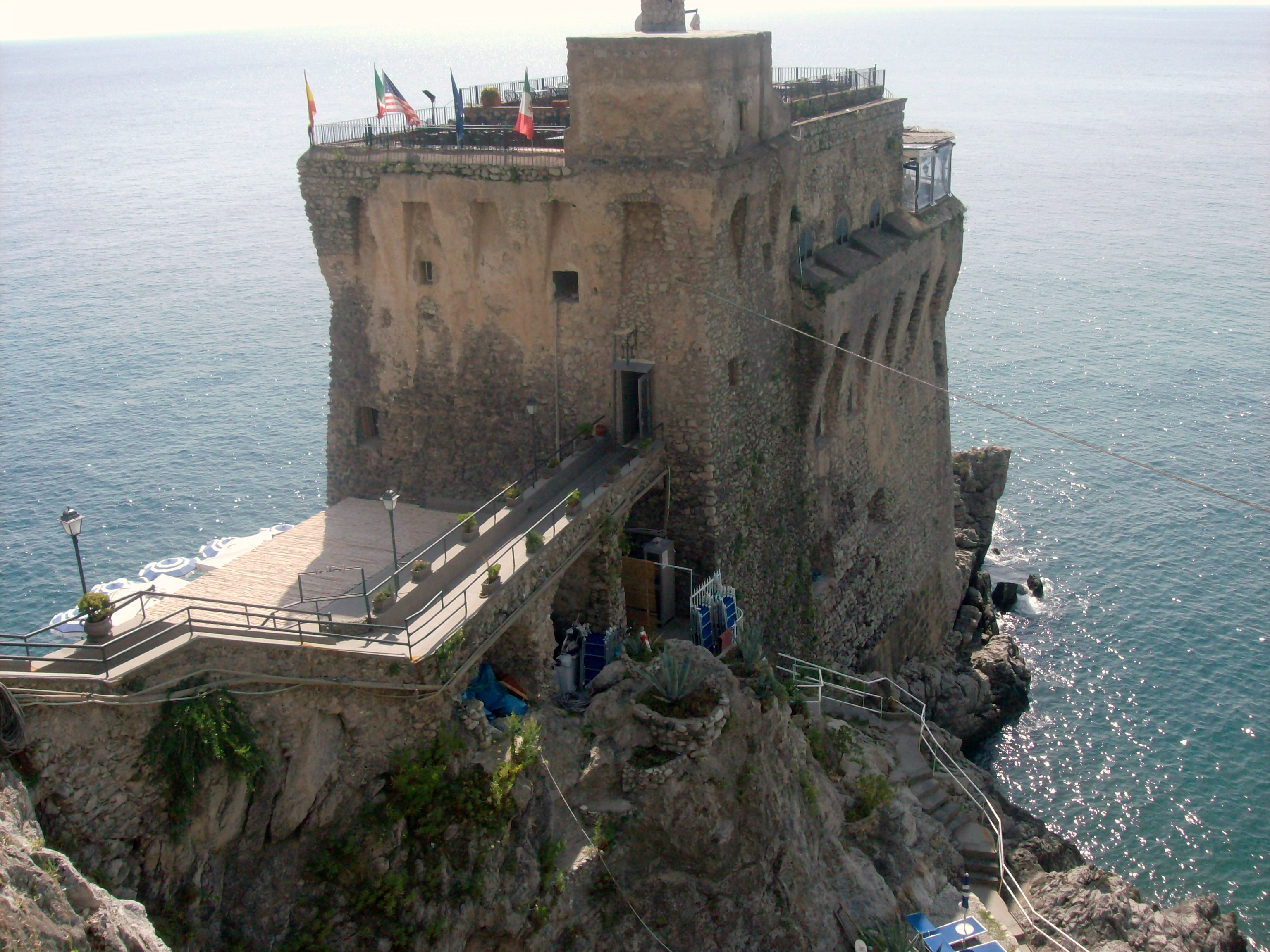
La Torre Normanna

- Castello di San Nicola de Thoro-Plano (IX secolo)[32]
- Torre di Marina di Erchie
- Torre di Badia
- Torre Salicerchio (o Normanna)
- Torre di Mezzocapo

## Società

### Evoluzione demografica
Abitanti censiti

### Etnie e minoranze straniere
Al 31 dicembre 2020, a Maiori risultavano residenti 131 cittadini stranieri (circa il 2,3% della popolazione), in gran parte provenienti da Ucraina (36) e Romania (14).

### Religione
La maggioranza della popolazione è di religione cristiana di rito cattolico; il comune appartiene alla forania di Maiori-Minori-Tramonti dell'arcidiocesi di Amalfi-Cava de' Tirreni ed è suddiviso in cinque parrocchie.

## Cultura

### Scuole
Nel comune di Maiori sono presenti: 2 scuole dell'infanzia, 2 scuole primarie, 1 scuola secondaria di primo grado, 3 scuole secondarie di secondo grado.
La scuole sono raggruppate in 1 Istituto Comprensivo e 1 Istituto superiore.

### Cinema
(Roberto Rossellini su Maiori)
Maiori è stata scelta da Roberto Rossellini per girare film come Paisà (1946), Il Miracolo (secondo episodio della pellicola Amore, 1948) e La macchina ammazzacattivi (1952).

## Geografia antropica

### Frazioni
- Erchie, unica frazione a trovarsi sul mare;
- San Pietro;
- Santa Maria delle Grazie;
- Vecite;
- Ponteprimario.

## Economia
L'economia si basa essenzialmente sulle attività turistiche, sviluppate lungo tutta la costa. Inoltre è praticata anche l'attività agricola lungo le montagne della vallata.

## Infrastrutture e trasporti

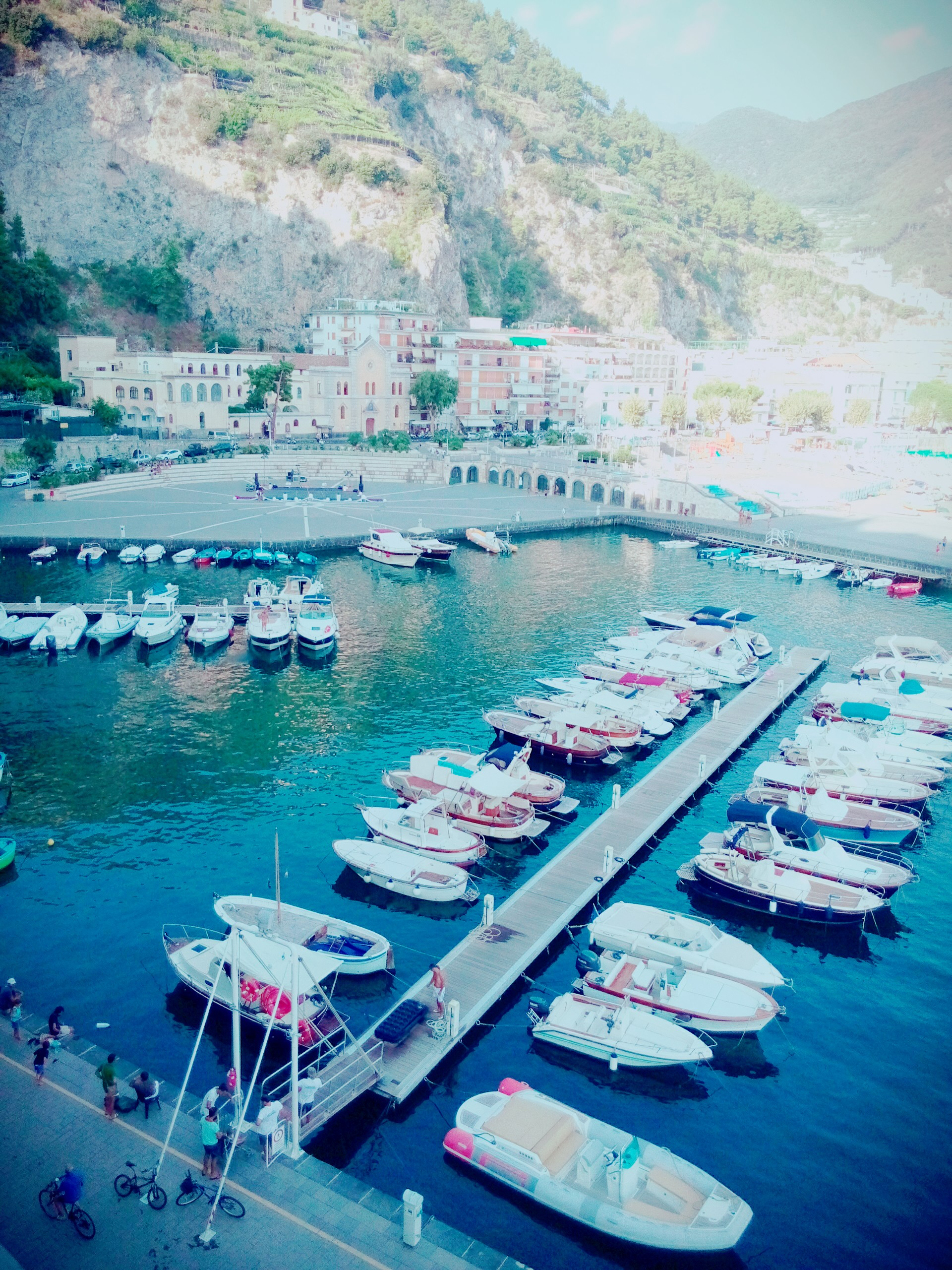
Porto di Maiori

### Strade
- Strada statale 163 Amalfitana, principale asse viario di accesso al territorio comunale.
- Strada Provinciale 2/b Chiunzi-Polvica-Maiori.
- Strada Provinciale 156 Innesto SS 163-Erchie.

### Porti
- Porto turistico di Maiori

## Amministrazione

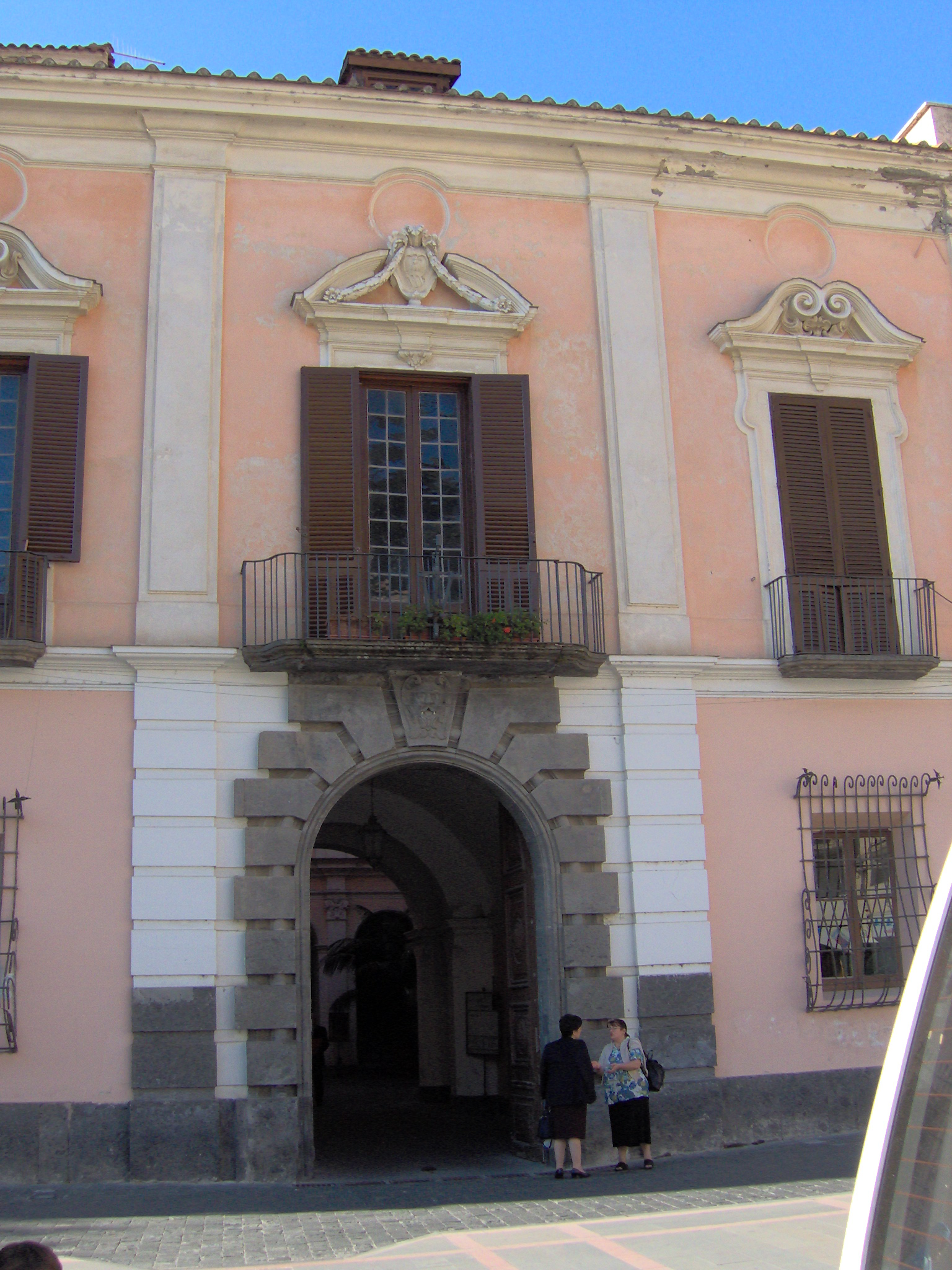
Palazzo Mezzacapo, sede del Municipio

### Sindaci
| Periodo | Periodo   | Primo cittadino                | Partito      | Carica  | Note |
| ------- | --------- | ------------------------------ | ------------ | ------- | ---- |
| 1861    | 1870      | Beniamino Cimini               |              | Sindaco |      |
| 1870    | 1878      | Francesco Conforti fu Giuseppe |              | Sindaco |      |
| 1879    | 1886      | Gaetano Cimini                 |              | Sindaco |      |
| 1887    | 1893      | Gaetano d'Amato                |              | Sindaco |      |
| 1894    | 1898      | Pietro Pisacane                |              | Sindaco |      |
| 1898    | 1901      | Leopoldo Conforti              |              | Sindaco |      |
| 1902    | 1902      | Francesco Paolo d'Amato        |              | Sindaco |      |
| 1902    | 1905      | Andrea d'Amato                 |              | Sindaco |      |
| 1905    | 1905      | Angelantonio Confalone         |              | Sindaco |      |
| 1906    | 1909      | Ernesto d'Amato                |              | Sindaco |      |
| 1909    | 1912      | Gaetano Cimini                 |              | Sindaco |      |
| 1913    | 1922      | Francesco Conforti fu Andrea   |              | Sindaco |      |
| 1923    | 1926      | Salvatore d'Amato              |              | Sindaco |      |
| 1926    | 1932      | Salvatore d'Amato              |              | Podestà |      |
| 1932    | 1940      | Carlo d'Amato                  |              | Podestà |      |
| 1940    | 1940      | Domenico Del Pizzo             |              | Podestà |      |
| 1940    | 1943      | Carlo d'Amato                  |              | Podestà |      |
| 1944    | 1957      | Salvatore Confalone            |              | Sindaco |      |
| 1957    | 1960      | Franco Ulderico Forcellino     |              | Sindaco |      |
| 1960    | 1965      | Gaetano Vitagliano             |              | Sindaco |      |
| 1966    | 1968      | Gaetano Vitagliano             |              | Sindaco |      |
| 1970    | 1972      | Giuseppe Della Pietra          |              | Sindaco |      |
| 1972    | 1975      | Gennaro Capone                 |              | Sindaco |      |
| 1975    | 1978      | Giuseppe Della Pietra          |              | Sindaco |      |
| 1978    | 1979      | Francesco Di Martino           |              | Sindaco |      |
| 1979    | 1980      | Martino Apicella               |              | Sindaco |      |
| 1980    | 1980      | Mario Civale                   |              | Sindaco |      |
| 1980    | 1982      | Antonio Amatruda               |              | Sindaco |      |
| 1982    | 1984      | Martino Apicella               |              | Sindaco |      |
| 1984    | 1989      | Giuseppe Della Pietra          |              | Sindaco |      |
| 1989    | 1992      | Andrea Savastano               |              | Sindaco |      |
| 1992    | 1994      | Salvatore Della Pace           |              | Sindaco |      |
| 1994    | 1998      | Salvatore Della Pace           |              | Sindaco |      |
| 1999    | 2004      | Stefano Della Pietra           |              | Sindaco |      |
| 2004    | 2005      | Francesco Amato                |              | Sindaco |      |
| 2005    | 2010      | Stefano Della Pietra           |              | Sindaco |      |
| 2010    | 2015      | Antonio Della Pietra           |              | Sindaco |      |
| 2015    | in carica | Antonio Capone                 | Lista civica | Sindaco |      |

### Altre informazioni amministrative
Le competenze in materia di difesa del suolo sono delegate dalla Campania all'Autorità di bacino regionale Destra Sele.

## Sport
Ha sede nel comune la società di calcio Costa d'Amalfi, che ha disputato campionati dilettantistici regionali.